# نادي مجد القنفذة
نادي مجد القنفذة، نادي كرة قدم سعودي من الأندية الخاصة في القنفذة في منطقة مكة المكرمة، تأسس في عام 2023 م, شارك لأول مرة في موسم 2023-2024 في مصاف اندية دوري الدرجة الرابعة السعودي لكرة القدم.